# Caperonia altissima
Caperonia altissima är en törelväxtart som beskrevs av Eskuche. Caperonia altissima ingår i släktet Caperonia och familjen törelväxter.
Artens utbredningsområde är Paraguay. Inga underarter finns listade i Catalogue of Life.